# نهر أوساج
نهر أوساج هو رافد نهر ميسوري في وسط ميسوري في الولايات المتحدة. ثامن أكبر نهر في الولاية، يستنزف منطقة ريفية في الغالب تبلغ مساحتها 15,300 ميل مربع (40,000 كـم2). يشمل مستجمعات المياه منطقة من شرق وسط كانساس وجزءًا كبيرًا من غرب وسط ووسط ميسوري حيث تستنزف المناطق الشمالية الغربية من هضبة أوزارك.
يتدفق النهر إلى الشرق ثم باتجاه الشمال الشرقي لمسافة 80 ميل (130 كـم) حيث يلتقي بنهر ميسوري. محجوز في موقعين رئيسيين. حول معظم النهر إلى سلسلة من خزانين، خزان هاري إس ترومان وبحيرة أوزاركس.